# 斯卡布羅
斯卡布羅是英國的一座城市，位於英格蘭北約克郡的北海沿岸。舊市區主要集中在港口的附近。斯卡布羅的人口約有50,000人，是約克郡海岸最大的度假地。整個都市圈在2001年則有人口57,649人。斯卡布羅的經濟產業多樣化，並且是英格蘭東海岸的主要觀光目的地之一，因此有著「北方布赖顿」之稱。